# Mário Melo de Oliveira e Costa
Mário Melo de Oliveira e Costa CvC • OA • CvSE • MPCE foi um empresário, engenheiro, militar e ferroviário português.

## Biografia

### Vida pessoal
Nasceu em Silves (Portugal), no Algarve.

### Carreira militar e profissional
Deteve a patente de Major de Engenharia, e foi assistente na Escola Militar.
Em Fevereiro de 1953, foi nomeado vogal efectivo do Conselho Superior dos Transportes Terrestres, em substituição do engenheiro Basílio Freire Caeiro da Mata. Em Janeiro de 1953, data em que já exercia como administrador, fez parte da viagem inaugural das automotoras da Série 0500, que iam assegurar os serviços entre Lisboa e o Porto.
Participou, em 1958, na primeira viagem de experiência da tracção eléctrica, entre Lisboa e Santarém, realizada no âmbito do projecto de electrificação do troço até ao Entroncamento, na Linha do Norte.
Exerceu como Director da divisão dos Caminhos de Ferro do Sul e Sueste dos Caminhos de Ferro do Estado , e foi administrador-delegado, por parte do Governo, na Companhia dos Caminhos de Ferro Portugueses; foi, nesta qualidade, um dos membros da delegação portuguesa ao Congresso Internacional de Caminhos de Ferro em Munique, em 1962, e visitou, em 1967, a Estação do Barreiro, no âmbito de um estudo sobre a melhoria dos acessos rodoviários a esta interface.
Foi, igualmente, o autor de vários trabalhos de ordem científica e profissional, e entrou para o conselho directivo da Gazeta dos Caminhos de Ferro em 1955.

### Homenagens
Foi distinguido ainda Capitão com os graus de Cavaleiro da Ordem Militar de Nosso Senhor Jesus Cristo a 21 de Dezembro de 1927, de Oficial da Ordem Militar de São Bento de Avis a 5 de Outubro de 1930, e de Cavaleiro da Antiga, Nobilíssima e Esclarecida Ordem Militar de Sant'Iago da Espada, do Mérito Científico, Literário e Artístico a 24 de Junho de 1932, recebeu a Medalha Militar de Prata de Comportamento Exemplar e Medalha Militar de Campanha do Exército Espanhol a 22 de Agosto de 1939, e foi condecorado com as Ordens do do Mérito Militar de Espanha e de São Silvestre Papa.